# 90 Pułk Fizylierów (Cesarstwo Niemieckie)
90 Pułk Fizylierów im. Cesarza Wilhelma (1 Wielkoksiążęcy Meklenburski) (niem. Großherzoglich Mecklenburgisches Füsilier-Regiment „Kaiser Wilhelm“ Nr. 90)  – pułk piechoty niemieckiej okresu Cesarstwa Niemieckiego.

## Historia
Pułk został sformowany 12 lipca 1788. Stacjonował w Rostocku i Wismar . Wchodził w skład VIII Korpusu Armijnego .
W wyniku mobilizacji, w sierpniu 1914 pułk osiągnął gotowość bojową i w składzie 34 Brygady Piechoty 17 Dywizji został wysłany na front zachodni.

## Bibliografia

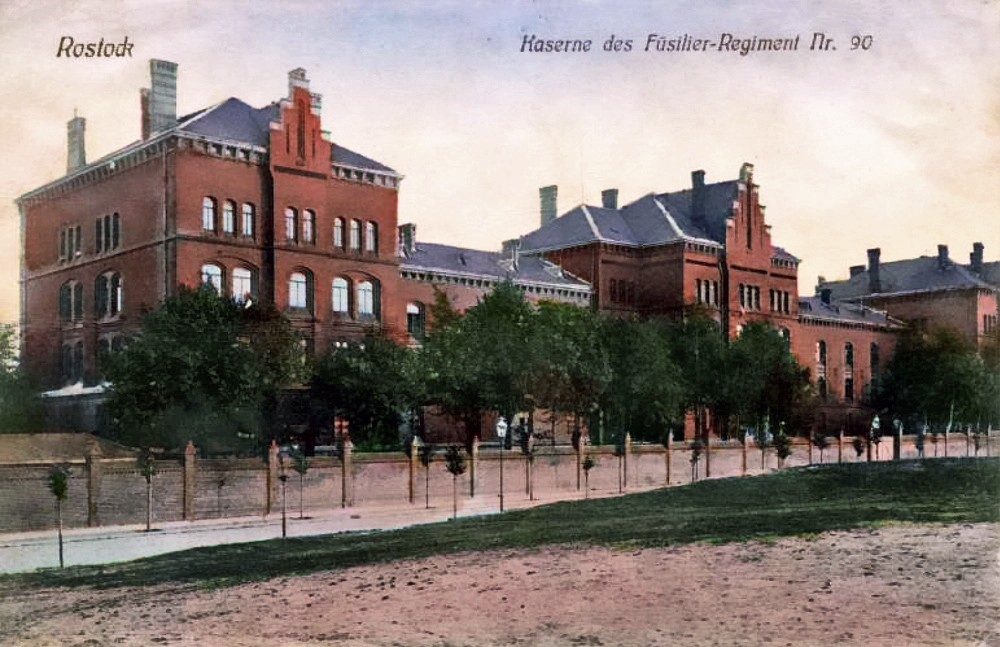
Koszary pułku w Rostoku